# اوت‌لاین (فهرست)
یک اوت‌لاین (به انگلیسی: Outline) که رئوس مطالب، نمای کلی یا طرح کلی ترجمه شده، فهرستی است که موضوعی را به صورت سلسله‌مراتب تنظیم می‌کند و نوعی ساختار درختی است. از اوت‌لاین برای ارائه نکات اصلی یک موضوع خاص استفاده می‌شود. در یک اوت‌لاین هر مورد ممکن است به موارد فرعی دیگری نیز تقسیم شود. اوت‌لاین می‌تواند به عنوان ابزاری برای تهیه پیش نویس یک سند یا به عنوان خلاصه‌ای از محتوای یک سند یا یک دانش استفاده شود. نباید آن را با معنی کلی اصطلاح «اوت‌لاین» که خلاصه یا مروری بر یک موضوع را به صورت شفاهی یا نوشته شده ارائه می‌دهد (خلاصه نویسی)، اشتباه گرفت.
برای نمونه مقاله نمای کلی هوش مصنوعی، موضوعات پیرامون هوش مصنوعی را به صورت رئوس مطالب ارائه کرده، درحالی که در کتاب چکیده تاریخ، نویسنده از شیوه خلاصه‌نویسی برای موضوعش استفاده کرده‌است.